# Trophée Lloyd-Saunders
Le trophée Lloyd-Saunders (en anglais : Lloyd Saunders Memorial Trophy) est un trophée de hockey sur glace remis annuellement au membre exécutif de l'année dans la Ligue de hockey de l'Ouest.
Le trophée fut nommé en l'honneur de Lloyd Saunder, qui était un commentateur sportif reconnu pour sa contribution auprès du sport et qui s'impliqua dans le développement du hockey junior de l'Ouest-canadien.

## Gagnant du trophée
| Saison    | Récipiendaire    | Équipe                   |             |
| --------- | ---------------- | ------------------------ | ----------- |
| 1987-1988 | Jim Loria        | Chiefs de Spokane        |             |
| 1988-1989 | Dennis Beyak     | Blades de Saskatoon      |             |
| 1989-1990 | Russ Farwell     | Thunderbirds de Seattle  |             |
| 1990-1991 | Bob Brown        | Blazers de Kamloops      |             |
| 1991-1992 | Daryl Lubiniecki | Blades de Saskatoon      |             |
| 1992-1993 | Bruce Hamilton   | Rockets de Tacoma        |             |
| 1993-1994 | Bob Brown        | Blazers de Kamloops      |             |
| 1994-1995 | Kelly McCrimmon  | Wheat Kings de Brandon   |             |
| 1995-1996 | Tim Speltz       | Chiefs de Spokane        |             |
| 1996-1997 | Todd McLellan    | Broncos de Swift Current |             |
| 1997-1998 | Ken Hodge        | Winterhawks de Portland  |             |
| 1998-1999 | Don Hay          | Americans de Tri-City    |             |
| 1999-2000 | Tim Speltz       | Chiefs de Spokane        |             |
| 2000-2001 | Brent Sutter     | Rebels de Red Deer       |             |
| 2001-2002 | Brad McEwen      | Broncos de Swift Current |             |
| 2002-2003 | Bruce Hamilton   | Rockets de Kelowna       |             |
| 2003-2004 | Kelly Kisio      | Hitmen de Calgary        |             |
| 2004-2005 | Jeff Chynoweth   | Ice de Kootenay          |             |
| 2005-2006 | Scott Bonner     | Giants de Vancouver      |             |
| 2006-2007 | Bob Tory         | Americans de Tri-City    |             |
| 2007-2008 | Bob Tory         | Americans de Tri-City    |             |
| 2008-2009 | Kelly Kisio      | Hitmen de Calgary        |             |
| 2009-2010 | Kelly McCrimmon  | Wheat Kings de Brandon   |             |
| 2010-2011 | Lorne Molleken   | Blades de Saskatoon      |             |
| 2011-2012 | Bob Green        | Oil Kings d'Edmonton     |             |
| 2012-2013 | Bob Green        | Oil Kings d'Edmonton     |             |
| 2013-2014 | Cam Hope         | Royals de Victoria       |             |
| 2014-2015 | Kelly McCrimmon  | Wheat Kings de Brandon   |             |
| 2015-2016 | Peter Anholt     | Hurricanes de Lethbridge |             |
| 2016-2017 | John Paddock     | Pats de Regina           |             |
| 2017-2018 | Garry Davidson   | Silvertips d'Everett     |             |
| 2018-2019 | Curtis Hunt      | Raiders de Prince Albert |             |
| 2019-2020 | Peter Anholt     | Hurricanes de Lethbridge |             |
| 2020-2021 | Non décerné      | Non décerné              | Non décerné |
| 2021-2022 | Matt Cockell     | Ice de Winnipeg          |             |
| 2022-2023 | Bil La Forge     | Thunders de Seattle      |             |
| 2023-2024 | Mark Lamb        | Cougars de Prince George |             |
| 2024-2025 | Matt Bardsley    | Chiefs de Spokane        |             |